# False Idols
False Idols — десятый альбом британского трип-хоп исполнителя Tricky, вышедший 28 мая 2013 года. Первый альбом Tricky, выпущенный через его лейбл False Idols.

## Об альбоме
Tricky сравнивает альбом со своим дебютным Maxinquaye. также он считает False Idols своим лучшим альбомом. Tricky также говорит, что False Idols - это альбом о том, как он снова обрел самого себя, а пластинку считает лучшей своей работой.
Песня «Nothing's Changed» записанная совместно с Франческой Бельмонт, вышла 27 февраля 2013. Также вышел клип на песню «Does It».

## Список композиций
| №   | Название                | Длительность |
| --- | ----------------------- | ------------ |
| 1.  | «Somebody’s Sins»       | 2:39         |
| 2.  | «Nothing Matters»       | 3:21         |
| 3.  | «Valentine»             | 3:15         |
| 4.  | «Bonnie & Clyde»        | 3:03         |
| 5.  | «Parenthesis»           | 2:55         |
| 6.  | «Nothing’s Changed»     | 3:17         |
| 7.  | «If Only I Knew»        | 3:13         |
| 8.  | «Is that Your Life»     | 2:43         |
| 9.  | «Tribal Drums»          | 3:33         |
| 10. | «We Don’t Die»          | 3:09         |
| 11. | «Chinese Interlude»     | 2:14         |
| 12. | «Does It»               | 2:57         |
| 13. | «I’m Ready»             | 2:35         |
| 14. | «Hey Love»              | 2:57         |
| 15. | «Passion of the Christ» | 2:56         |